# Gyrinus natator
Gyrinus natator, también conocido como escarabajo girino, es una especie de escarabajo del género Gyrinus, familia Gyrinidae. Fue descrita científicamente por Linnaeus en 1758.

## Descripción
Gyrinus natator es un pequeño escarabajo ovalado, de unos 6 mm (0,24 pulgadas) de largo y 4,5 mm (0,18 pulgadas) de ancho. El punto más alto del cuerpo está cerca del medio. La superficie dorsal es negra con un brillo metálico, y la superficie ventral es principalmente negra, aunque la epipleura puede ser marrón o incluso rojiza. Las extremidades son rojizas o amarillentas. Hay filas de pinchazos diminutos en los élitros, las filas exteriores están un poco más claramente delimitadas que las interiores. Es muy similar en apariencia a Gyrinus substriatus y Gyrinus suffriani.

## Distribución y hábitat
Habita en Suecia, Reino Unido, Finlandia, Países Bajos, Francia, Dinamarca, Estonia, Polonia, Irlanda, Bélgica, Rusia, Alemania, Austria, Noruega, Letonia, Estados Unidos, Bielorrusia, República Checa, India y Turkmenistán. Su área de distribución oriental se extiende hasta Siberia y China, pero es relativamente poco común en Europa occidental. A menudo se ve en la superficie de arroyos, estanques y pantanos tranquilos o de movimiento lento, especialmente en lugares soleados con una cantidad limitada de vegetación emergente.

## Ecología
Este escarabajo es sociable y con frecuencia se pueden ver grupos de escarabajos girando rápidamente en la superficie del agua. Se alimenta de pulgas de agua y otros pequeños invertebrados, y de insectos que caen sobre la superficie del agua. Si se alarma, se sumergirá bajo el agua y permanecerá sumergido durante algún tiempo. Este escarabajo molinete puede volar y, a menudo, se puede encontrar en cuerpos de agua temporales. Los huevos son puestos en hileras sobre plantas acuáticas. Las larvas tienen tubos respiratorios similares a filamentos que se proyectan a ambos lados del cuerpo y superficialmente se parecen a los ciempiés. Cuando están completamente desarrollados, trepan hacia arriba, convirtiéndose en pupas en las plantas emergentes, antes de descender nuevamente al agua cuando emergen de la caja de pupas. La reproducción tiene lugar en el verano y los adultos hibernan bajo el agua durante el invierno, aferrándose a los objetos sumergidos.